# Pierre Eskrich
Pierre Eskrich, né à Paris vers 1520 et mort à Lyon après 1590, est un peintre, graveur et illustrateur franco-genevois d'origine germanique. Il réalise des gravures pour l'édition, des dessins et des illustrations, notamment en cartographie.

## Biographie
Né à Paris d'une famille allemande de Fribourg-en-Brisgau, son père est graveur sur métal. Pierre Eskrich arrive à Lyon en 1548. De confession protestante dans les années 1550 comme son épouse Jeanne Berhet, il séjourne à Genève dès 1552 où est baptisé son premier enfant, Jean. Il fait visiblement des allers-retours entre les deux cités puisqu'il sollicite en 1554 l'autorisation de résider à Genève. En 1559, un autre de ses fils a comme parrain Théodore de Bèze, preuve de son intégration dans la ville helvétique. Il en devient citoyen sous le nom de Cruche, l'année suivante ou en 1560.
Cette nouvelle nationalité ne lui permet pas de trouver de travail satisfaisant et il doit demander l'aide de l'assistance publique en 1562. La même année, il a des déboires avec les autorités, et notamment avec un imprimeur italien, Jean-Baptiste Trento, qui lui a demandé d'illustrer l'année précédente un pamphlet anti-catholique : Histoire de la mappemonde papistique. Eskrich réalise pour cela une grande carte en seize parties : Mappe-monde nouvelle papistique.
En 1564, il collabore à Lyon aux préparations de l'entrée de Charles IX. Après un dernier voyage à Genève en 1565, il se réinstalle à Lyon. Il baptise un fils en 1568 à l'église Sainte-Croix avec comme parrain Nicolas de Lange.
En 1573, il est au service de François de Mandelot, gouverneur du lyonnais, comme peintre et brodeur. L'année suivante, il est choisi pour construire le bateau édifié pour l'entrée de Henri III de retour de Pologne.
En 1578, il demande à nouveau l'autorisation d'habiter à Genève, ce qui lui est refusé. Il n'assiste ainsi pas au mariage de sa fille dans cette ville qui a lieu en 1589. On ignore la date de son décès, qui se situe après 1590.

## Nom et attribution d'œuvres
À cause de traductions et déformations, il est désigné dans les textes sous le termes de Pierre Cruche ou de Pierre Vase. Cette variété de dénomination a causé de nombreux problèmes d'attribution d'œuvres.
Il n'existe pas d'ouvrages de références récents sur Pierre Eskrich. Les travaux les plus notables sont la monographie de Natalis Rondot de 1901, l'ouvrage Les graveurs sur bois à Lyon au XVIe siècle de Rondot, la somme de Baudrier et quelques articles récents.
Son étude reste délicate en raison de ses nombreux déplacements, de la variation de sa signature, de l'absence de signature pour une partie de sa production, de la pratique de l'imitation et de la circulation des planches d'un éditeur à l'autre, à une époque ou la propriété artistique n'a pas cours.

## Œuvres attribuées à Pierre Eskrich
- Arbre des servitudes (Arbor servitutum), v. 1548-1550. in-f°, p. 770, bibliothèque municipale de Lyon, cote 21511 T. 01

Issu du Corpus juris civilis, tome I, Digestus vetus publiée par les frères Senneton.
- Saint Paul, à Corinthe, « brode » des tentes chez Aquilas, gravure, 1582, in-8°, f° HH2. musée de l'imprimerie de Lyon.

Gravure publiée dans Figures de la Bible déclarées par stances par Gabriel Chappuys à Lyon chez Barthélémy Honorat, évoquant un passage des Actes des Apôtres (XVIII, 1-3). Eskrich a produit cent-cinquante gravures pour cet ouvrage.
- Marche des Hébreux dans le désert, vers 1580, dans la bible in-folio de Barthélémy Honorat. musée de l’imprimerie de Lyon.

Cette planche est signée P. Eskricheus inventor.
- Mappe-monde nouvelle papistique, carte en seize feuillets, 1561-1562.

Illustration de l'ouvrage de Jean-Baptiste Trento, Histoire de la mappe monde papistique, en laquelle est déclaré tout ce qui est contenu et pourtraict en la grande table, ou carte de la mappe-monde. Attribué à Eskrich par Natalis Rondot et Alfred Cartier.
- Jacques Daléchamps, médecin des Hospices civils de Lyon, peinture, Paris, vers 1590, musée des Hospices civils de Lyon.
- Encadrements pour une édition d'Alciat, 1548, chez Guillaume Rouillé.
- Gravure pour des livres de piété.

Pour ces gravures, il suit la production de Bernard Salomon, à tel point que certains parlent d'œuvres croisées.
- Illustrations pour des traductions de Boccace et d'Ovide, chez Guillaume Rouillé.
- Illustrations de la version française et latine de Picta Pœsis, de Barthélemy Aneau, 1552, chez Macé Bonhomme.
- Illustrations de Pegma, cum narrationibus philosophicis de Pierre Coustau (alias Petrus Costalius), Lyon, 1555, chez Macé Bonhomme[7].
- Illustrations pour diverses bibles, entre 1562 et 1569, Lyon, notamment une chez Guillaume Rouillé en 1562.
- Illustrations pour diverses bibles protestantes, Genève.
- Illustrations pour les Œuvres, de Du Bartas, 1581, Genève, Jean Durant éd.

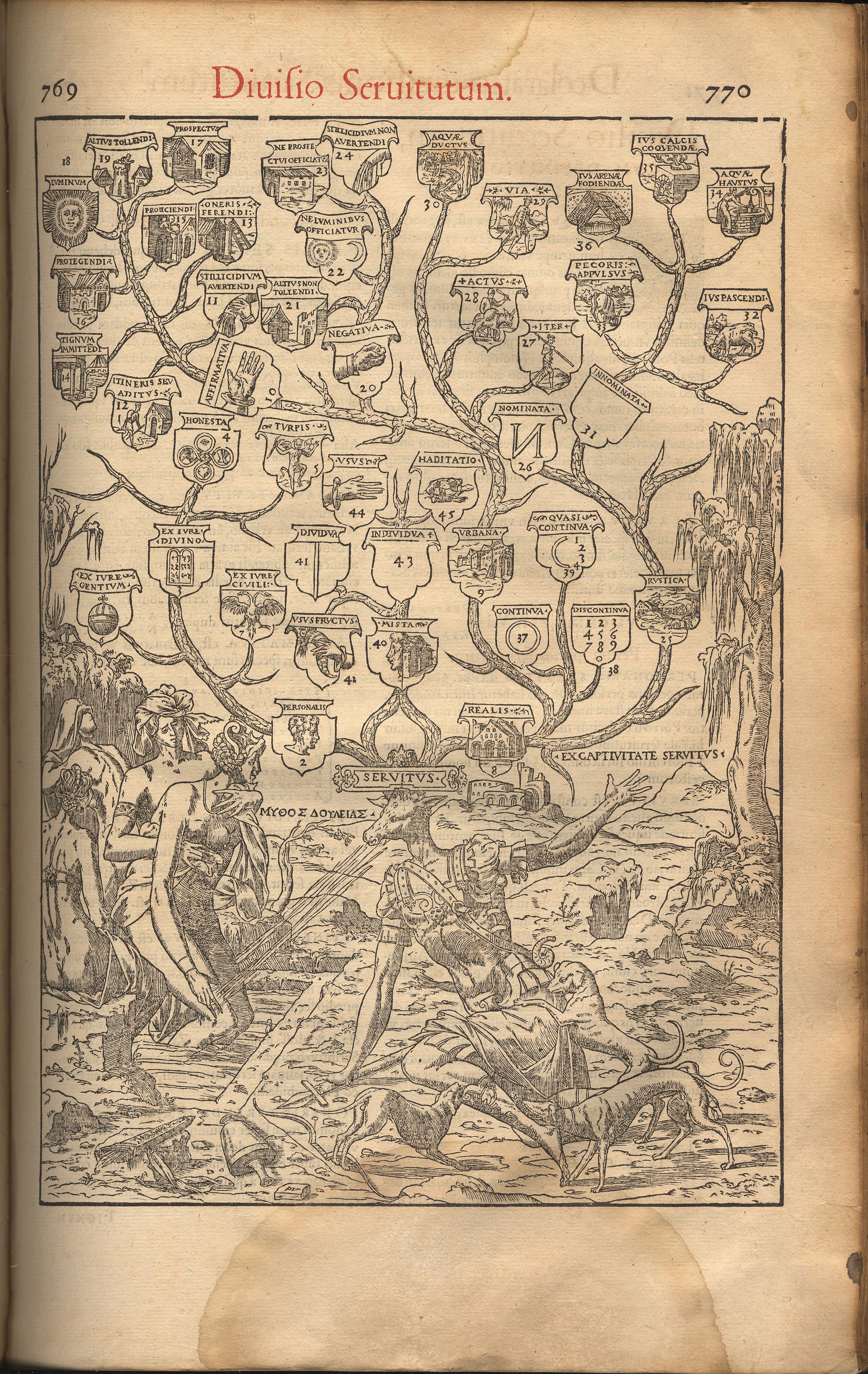
Arbre des servitudes.
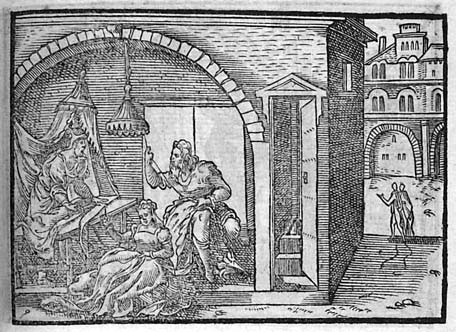
Saint Paul, à Corinthe, « brode » des tentes chez Aquilas.
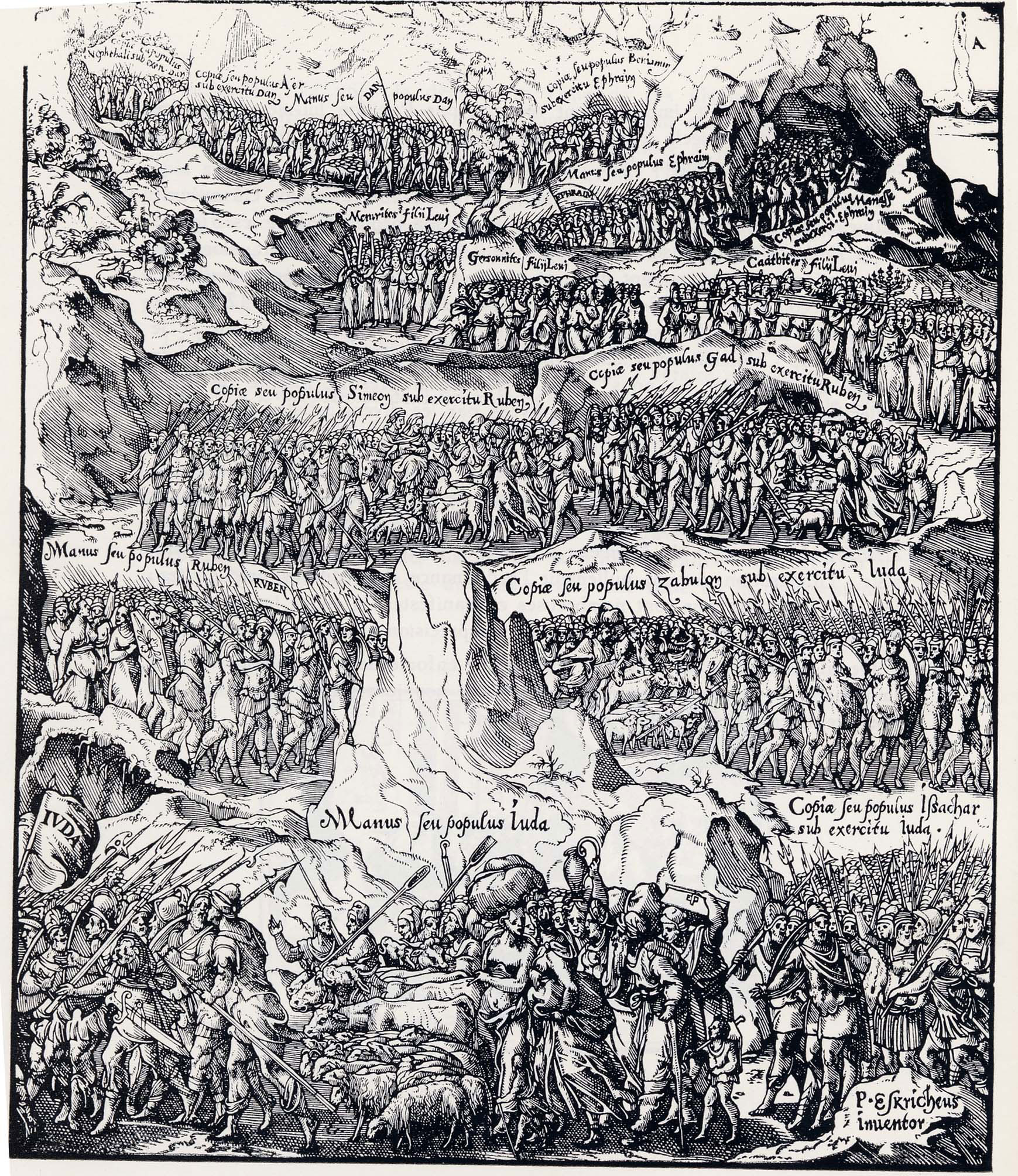
Marche des Hébreux dans le désert.
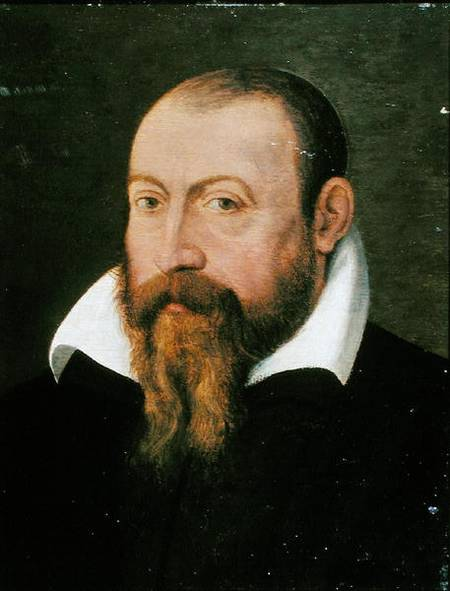
Jacques Daléchamps, musée des Hospices civils de Lyon.

### Les dessins d'oiseaux de Pierre Eskrich
Les dessins d'oiseaux de Pierre Eskrich réalisés vers 1548-1555 sont une série de deux cents d'aquarelles, encres et gouaches qui constituent le premier ensemble de dessin ornithologique d'Europe. Ils forment, avec des dessins d'autres auteurs « l’une des entreprises de recherche scientifique les plus complexes et les plus avancées menées au XVIe siècle au sein des cercles humanistes de Lyon et de Genève ».

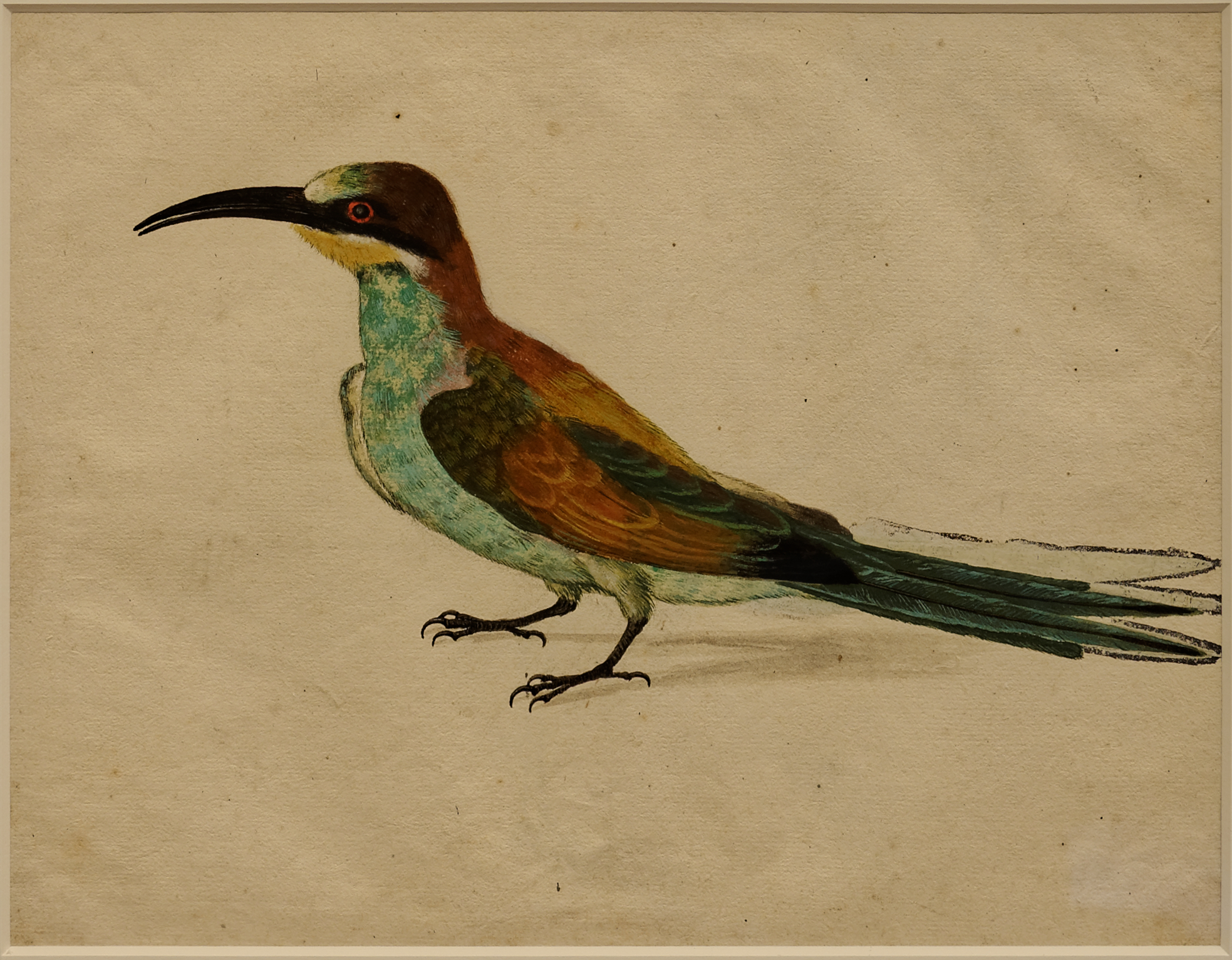
Guêpier d'Europe
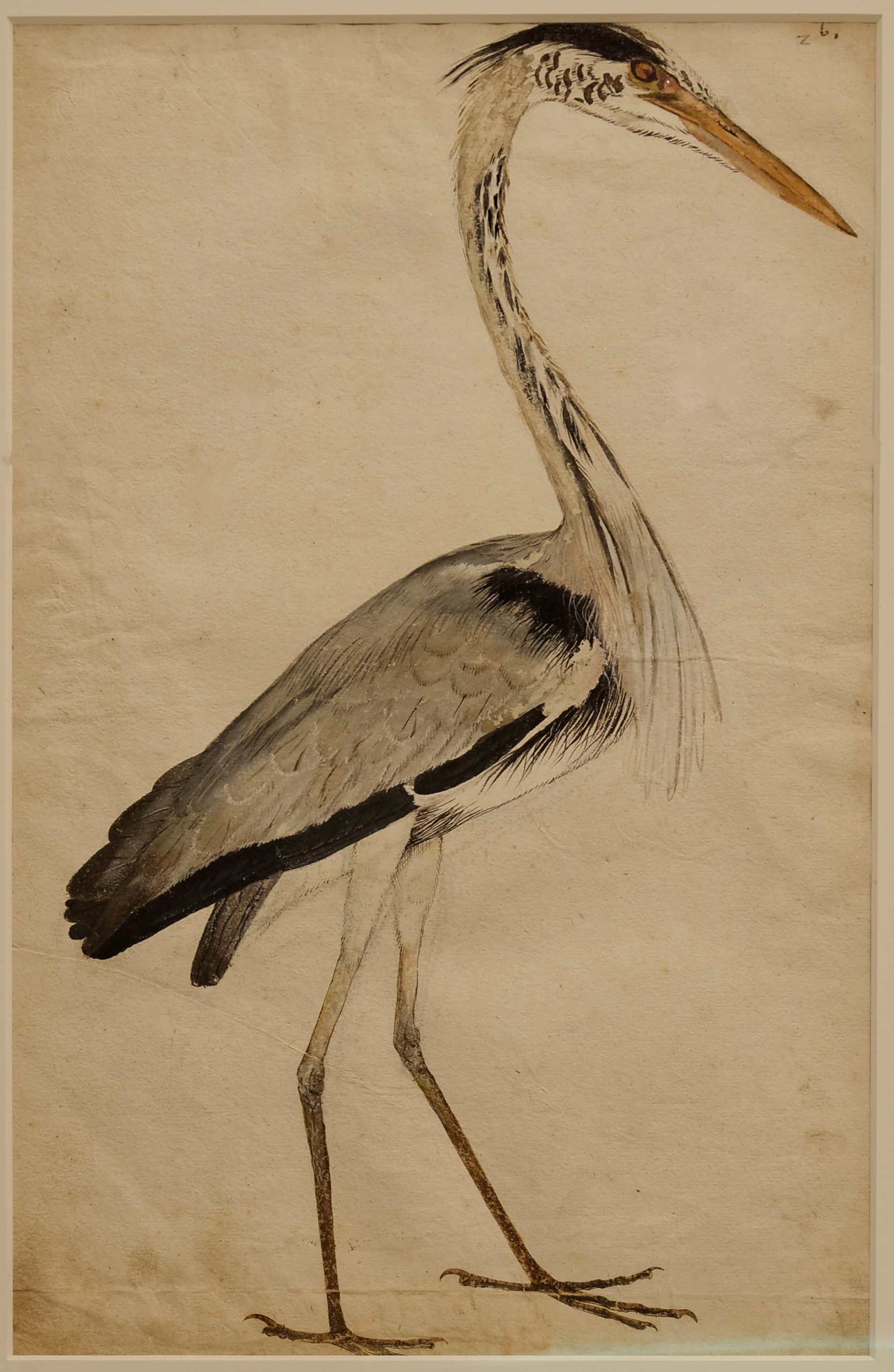
Héron pourpré
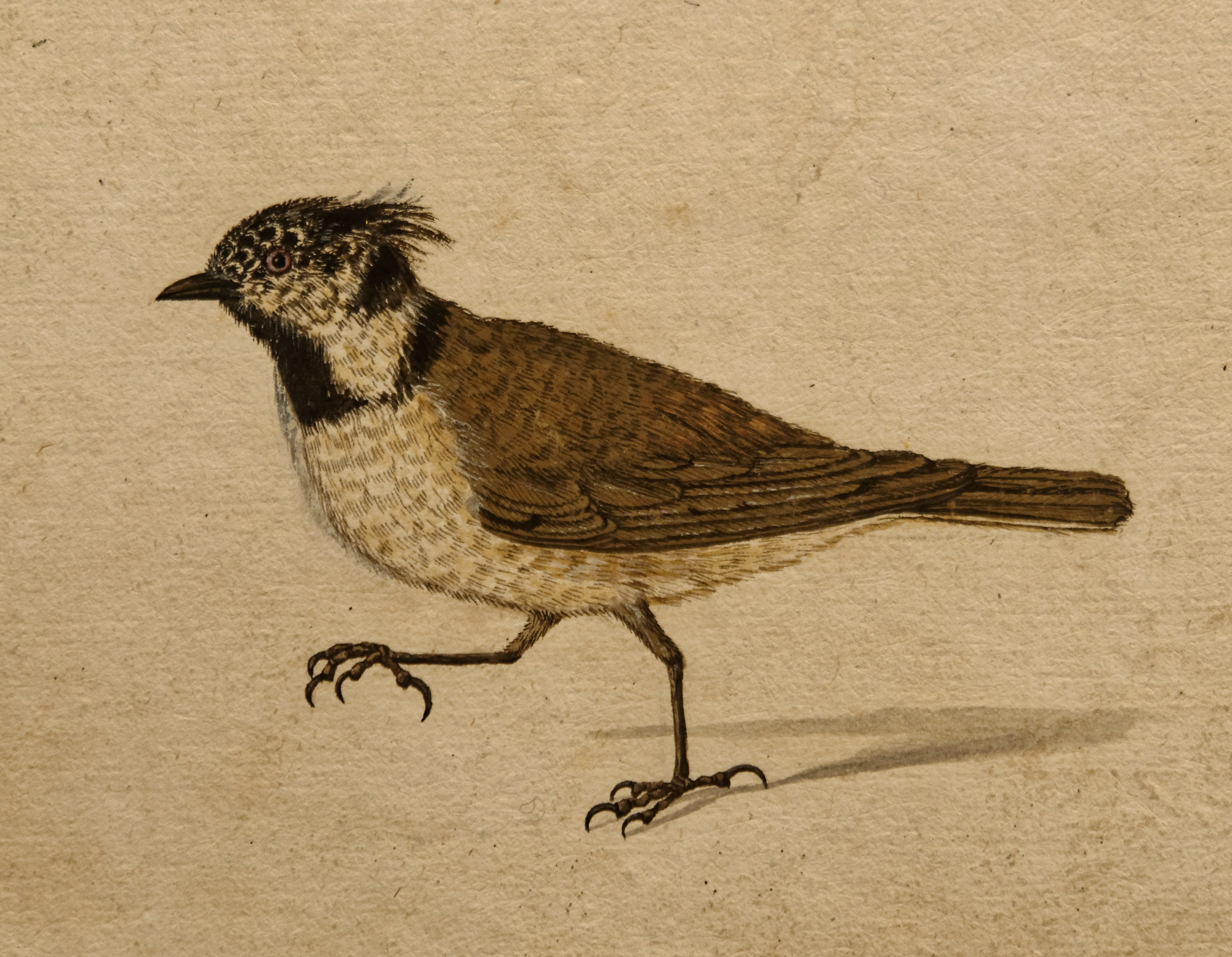
Mésange huppée
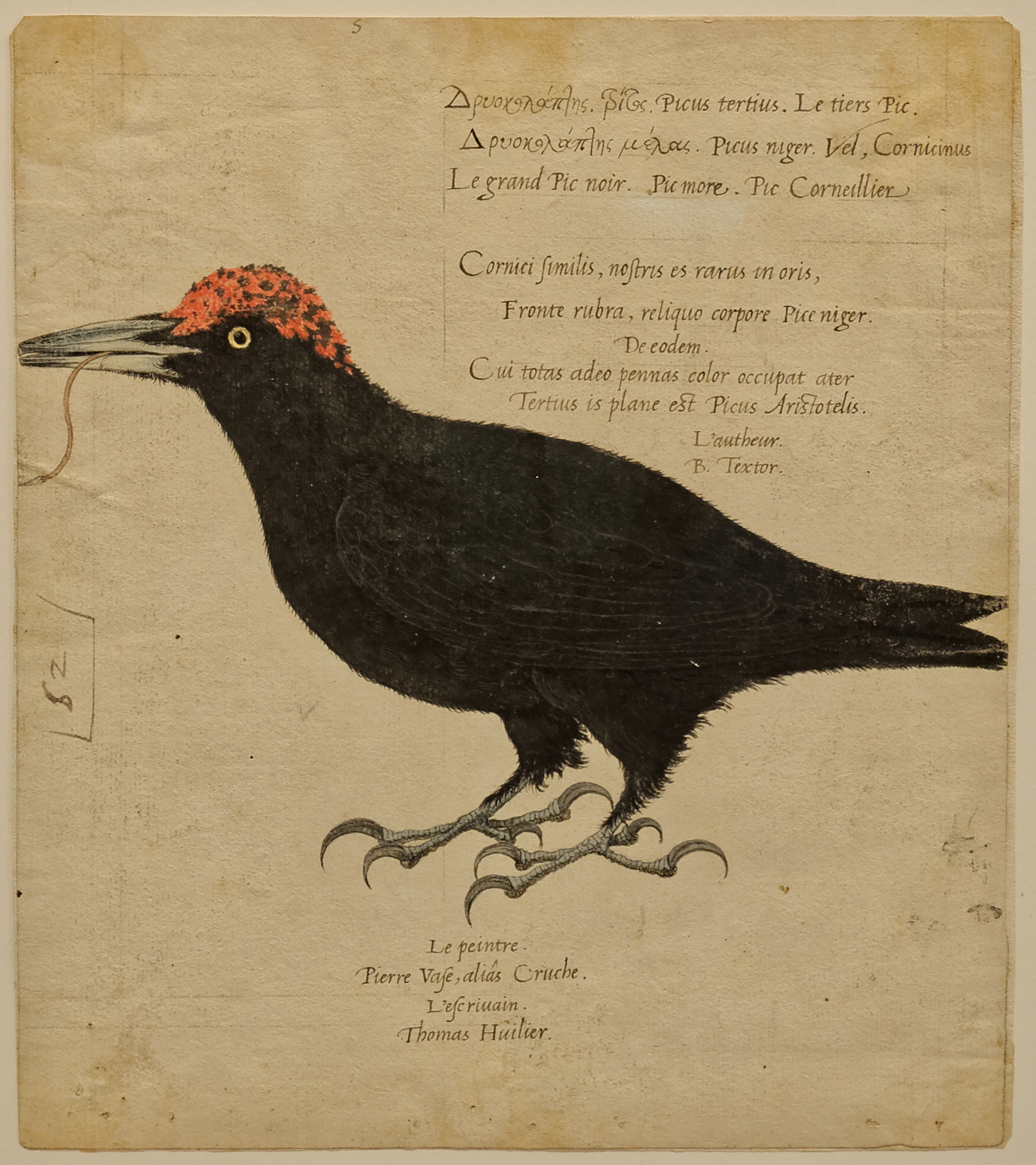
Pic noir